# 왕좌e게임

## 소개
《왕좌e게임》은 KBS디지털미디어국에서 기획하고 만경에서 제작한 ‘E-Sports 덕후’ 연예인 5인방의 ‘리그 오브 레전드’(이하 ‘롤’) 도전기를 다룬 리얼 버라이어티 E-Sports 예능이다. 연예인 출연자들은 롤의 전·현직 프로게이머와 멘토들에게 롤을 배우게 되고, 정식 E-Sports선수단으로 한 팀을 이뤄 초보자(Beginner)단계부터 시작해 E-Sports를 통해 성장해가는 과정을 진정성 있게 보여준다.

## 방송일정
지상파 최초 E-Sports 예능방송 <왕좌e게임>은 2019년 7월 22일 밤 11시 첫 방송을 시작으로, 9월 23일까지 10회에 걸쳐 방영된다.
매주 월요일 밤 11시에 KBS N에서 방영되며, esports KBS 유튜브 채널에는 방영 한 시간 뒤인 12시에 업로드 된다.

### 플랫폼
KBSN 스포츠채널로 방송되고 KBS 모바일 플랫폼인 my K와 KBS esport 유튜브 채널인 Esports KBS를 통해서도 서비스 되고있다.

## 출연진
장동민, 유상무, 조현, 김선근, 심지원 다섯 명으로 이루어져 있다.
첫 방송 이후 전·현직 프로게이머들도 출연한다.